# Krîștopivka, Illinți
Krîștopivka (în ucraineană Криштопівка) este o comună în raionul Illinți, regiunea Vinnița, Ucraina, formată numai din satul de reședință.

## Demografie
Componența lingvistică a satului Krîștopivka
     Ucraineană (97,81%)
     Rusă (2,04%)
     Alte limbi (0,08%)
Conform recensământului din 2001, majoritatea populației satului Krîștopivka era vorbitoare de ucraineană (97,81%), existând în minoritate și vorbitori de rusă (2,04%).